# Liste der Monuments historiques in Tilly-sur-Meuse
Die Liste der Monuments historiques in Tilly-sur-Meuse führt die Monuments historiques in der französischen Gemeinde Tilly-sur-Meuse auf.

## Liste der Objekte
| Bezeichnung                                           | Beschreibung | Standort                        | Kennzeichnung | Schutzstatus | Datum | Bild |
| ----------------------------------------------------- | --- | ------------------------------- | ------------- | ------------ | ----- | ---- |
| Epitaph für Waltrin Le Houzelet und Philippe Willaume | Kalkstein, bezeichnet 1675 | in der Kirche St-Saintin (Lage) | PM55001108    | Classé       | 1994  |      |
| Epitaph für Sébastien und Nicolas Tardivel            | Stein, bemalt, nach 1676 | in der Kirche St-Saintin (Lage) | PM55001109    | Classé       | 1994  |      |
| Koffer mit Messgeschirr                               | Kelch, Patene, Tablett mit zwei Messkännchen und Glöckchen; Holz, Messing und Leder sowie Silber, vergoldet, Mitte des 19. Jahrhunderts | in der Kirche St-Saintin (Lage) | PM55001217    | Classé       | 1996  |      |